# Thoatherium
Thoatherium es un género extinto de litopterno, grupo de mamíferos ungulados nativos de Sudamérica.

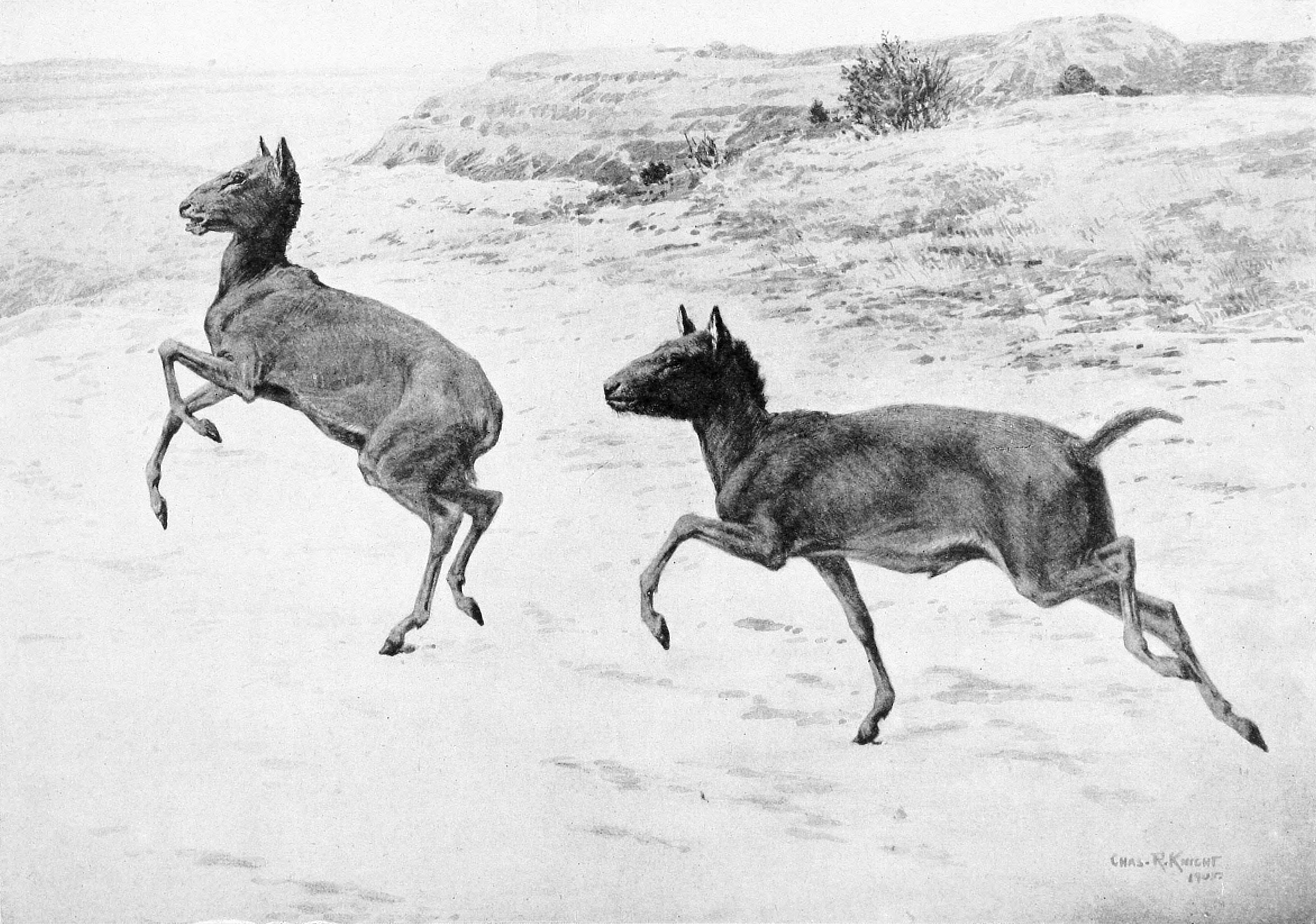
Reconstrucción

Con una longitud de 70 centímetros, igual que una gacela, Thoatherium fue el representante de menor tamaño conocido del orden Litopterna. Debido a sus largas patas, seguramente era un poderoso corredor. Thoatherium tenía una notable reducción de los dedos de las patas; en realidad, sólo poseía una gran pezuña en cada una, de manera similar a los modernos caballos. Thoatherium incluso carecía de los huesos de la férula, los cuales son los remanentes del segundo y el cuarto dedo en los caballos actuales. Dado que poseía dientes de apariencia generalizada, Thoatherium probablemente consumía hojas y otra vegetación suave más que comer pastos.